# Sterlitamak

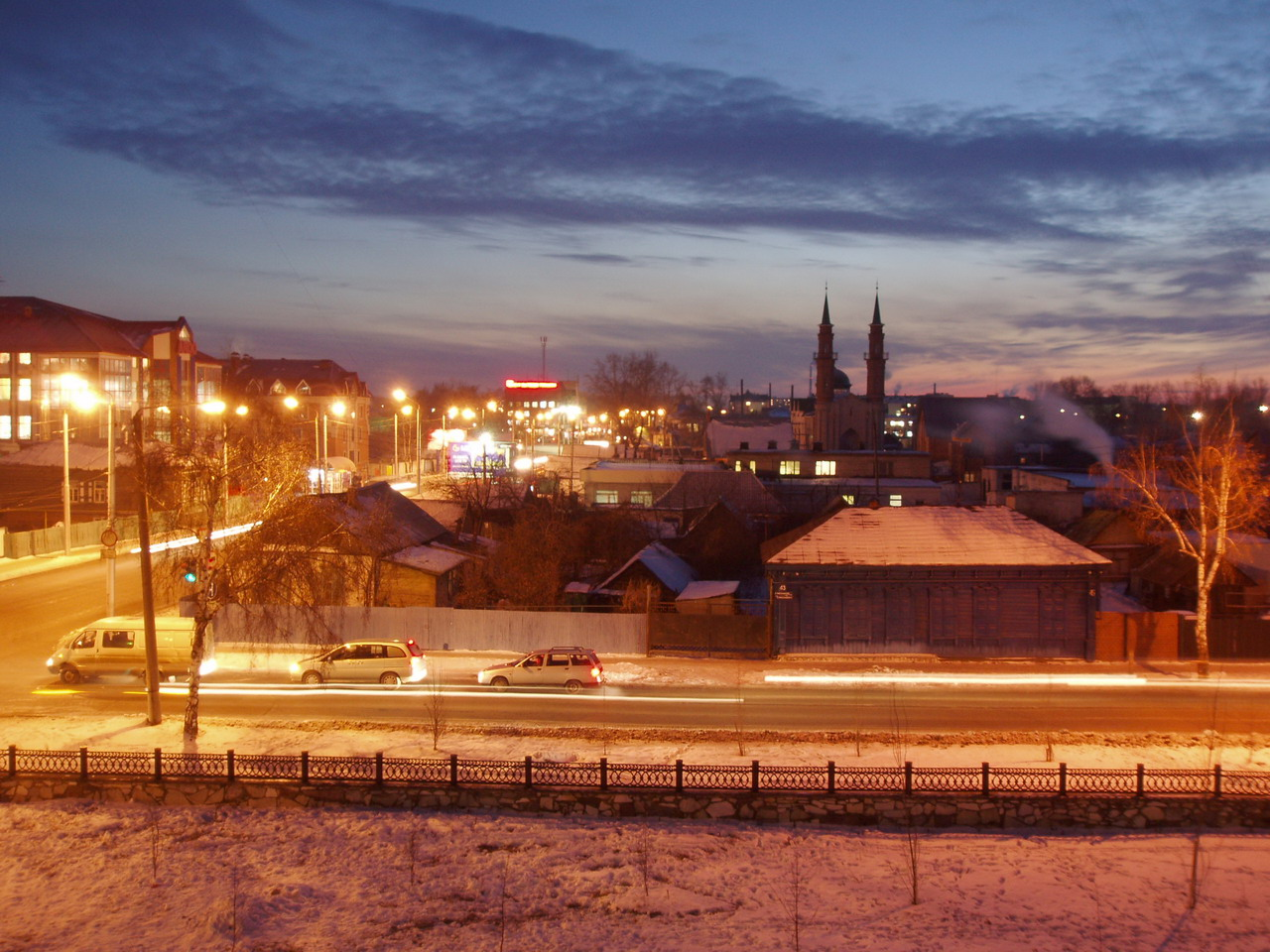
Cảnh thành phố

Sterlitamak (tiếng Nga: Стерлитама́к; tiếng Bashkir: Стәрлетамаҡ) là một thành phố lớn thứ nhì Cộng hòa Bashkortostan, nằm bên tả ngạn sông Belaya, Nga. Thành phố này thuộc chủ thể Cộng hòa Bashkortostan. Thành phố có dân số 264.362 người (theo điều tra dân số năm 2002. Đây là thành phố lớn thứ 71 của Nga theo dân số năm 2002. Dân số 273,432 (Điều tra dân số 2010); 264,362 (Điều tra dân số 2002); 247,457 (Điều tra dân số năm 1989).
Sterlitamak được lập năm 1766 làm cảng phân phối muối mở khai thác thượng nguồn sông. Ngày nay, thành phố là một trung tâm sản xuất hóa chất quan trọng.